# Google
Google LLC (n.đ. 'Công ty TNHH Google') là một công ty công nghệ đa quốc gia của Mỹ, chuyên về các dịch vụ và sản phẩm liên quan đến Internet, bao gồm các công nghệ quảng cáo trực tuyến, công cụ tìm kiếm, điện toán đám mây, phần mềm và phần cứng. Đây được coi là một trong những công ty công nghệ Big Four, cùng với Amazon, Apple và Facebook.
Google được thành lập vào năm 1998 bởi Larry Page và Sergey Brin trong khi họ là nghiên cứu sinh đã có bằng tiến sĩ tại Đại học Stanford ở California. Họ cùng nhau sở hữu khoảng 14% cổ phần và kiểm soát 56% quyền biểu quyết của cổ đông thông qua cổ phiếu ưu đãi. Họ đã hợp nhất Google thành một công ty tư nhân vào ngày 4 tháng 9 năm 1998. Một đợt chào bán công khai lần đầu (IPO) diễn ra vào ngày 19 tháng 8 năm 2004 và Google chuyển đến trụ sở chính tại Mountain View, California với tên Googleplex. Vào tháng 8 năm 2015, Google đã công bố kế hoạch tổ chức lại công ty với tư cách là một tập đoàn có tên là Alphabet Inc. Google là công ty con hàng đầu của Alphabet và sẽ tiếp tục là công ty ô dù vì lợi ích Internet của Alphabet. Sundar Pichai được bổ nhiệm làm CEO của Google, thay thế Larry Page trở thành CEO của Alphabet.
Sự phát triển nhanh chóng của công ty kể từ khi thành lập đã kích hoạt một chuỗi các sản phẩm, mua lại để sáp nhập và hợp tác ngoài công cụ tìm kiếm cốt lõi của Google (Google Tìm kiếm). Nó cung cấp các dịch vụ được thiết kế cho công việc và năng suất (Google Docs, Google Sheets và Google Slides), email (Gmail/Inbox), lập lịch và quản lý thời gian (Lịch Google), lưu trữ đám mây (Google Drive), mạng xã hội (Google+), nhắn tin và trò chuyện video trực tiếp (Google Allo, Duo, Hangouts), dịch ngôn ngữ (Google Dịch), lập bản đồ và điều hướng (Google Maps, Waze, Google Earth, Chế độ xem phố), chia sẻ video (YouTube), ghi chú (Google Keep) và tổ chức và chỉnh sửa ảnh (Google Ảnh). Công ty dẫn đầu sự phát triển của hệ điều hành di động Android, trình duyệt web Google Chrome và Chrome OS, một hệ điều hành nhẹ dựa trên trình duyệt Chrome. Google đã ngày càng chuyển sang phần cứng; từ năm 2010 đến 2015, nó hợp tác với các nhà sản xuất điện tử lớn trong việc sản xuất các thiết bị Nexus của mình và đã phát hành nhiều sản phẩm phần cứng vào tháng 10 năm 2016, bao gồm điện thoại thông minh Google Pixel, loa thông minh Google Home, bộ định tuyến không dây Google Wifi và Daydream-tai nghe thực tế ảo. Google cũng đã thử nghiệm trở thành nhà cung cấp dịch vụ Internet (Google Fiber, Project Fi và Google Station).
Google và YouTube là hai trang web được truy cập nhiều nhất trên thế giới, tiếp theo là Facebook và Google X cũng là công cụ tìm kiếm, ứng dụng bản đồ và định vị, nhà cung cấp email, bộ ứng dụng văn phòng, nền tảng chia sẻ video, nhà cung cấp bộ nhớ đám mây và ảnh, hệ điều hành di động, trình duyệt web, ML framework và nhà cung cấp trợ lý ảo AI lớn nhất thế giới khi đo lường theo thị phần. Trên danh sách các thương hiệu có giá trị nhất, Google được Forbes xếp hạng thứ hai và Interbrand xếp hạng thứ tư.

## Lịch sử

### Những năm đầu

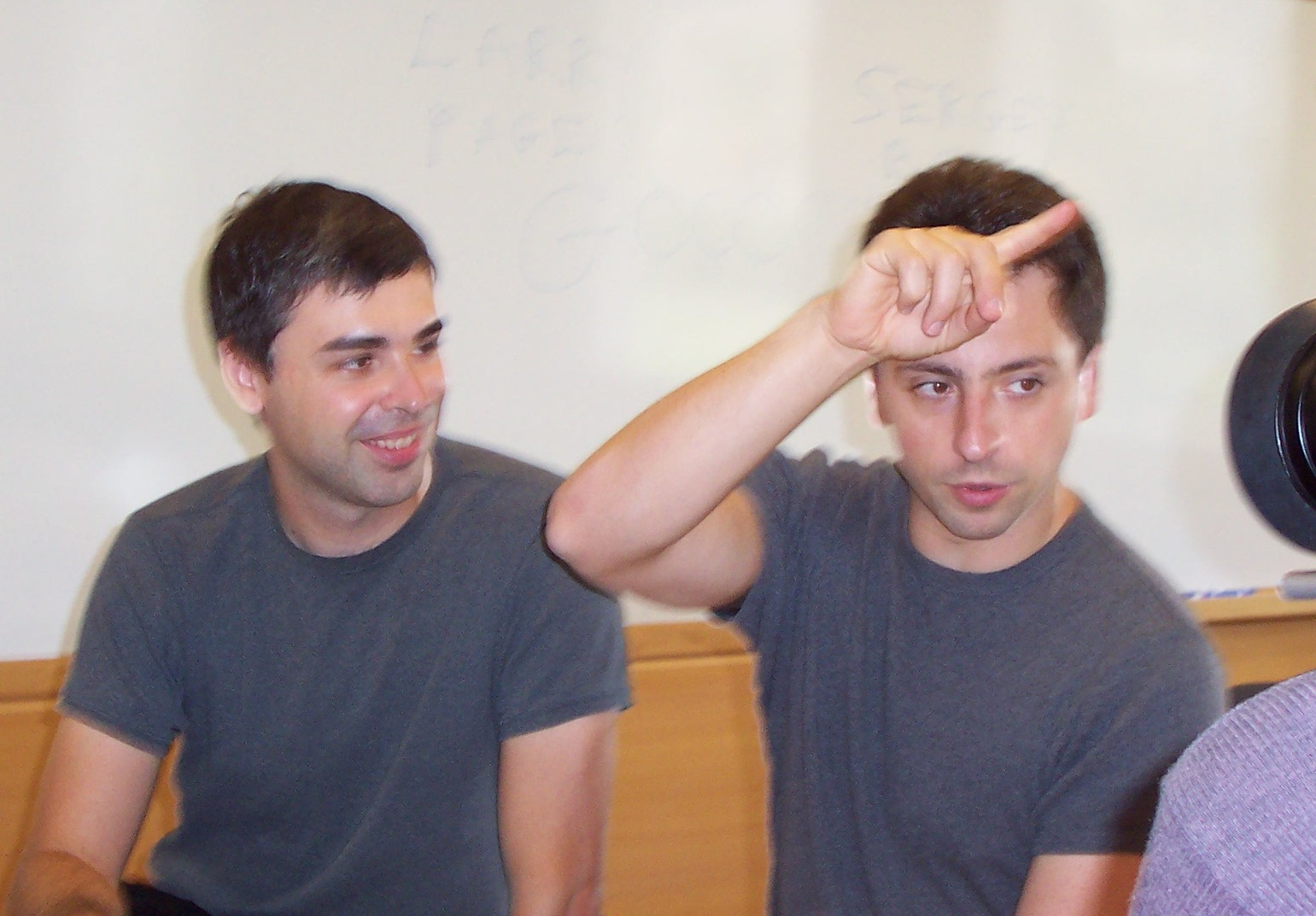
Larry Page và Sergey Brin năm 2003

Google bắt đầu vào tháng 1 năm 1996 như một dự án nghiên cứu của Larry Page và Sergey Brin khi họ đều là những nghiên cứu sinh tiến sĩ tại Đại học Stanford ở California. Dự án ban đầu có sự tham gia của một "người đồng sáng lập thứ ba" không chính thức, Scott Hassan, là lập trình viên chính ban đầu đã viết phần lớn mã cho công cụ tìm kiếm Google Search ban đầu, nhưng ông đã rời đi trước khi Google được thành lập chính thức như một công ty; Hassan tiếp tục theo đuổi sự nghiệp robot và thành lập công ty Willow Garage vào năm 2006.
Trong khi các công cụ tìm kiếm thông thường xếp hạng kết quả bằng cách đếm số lần các cụm từ tìm kiếm xuất hiện trên trang, họ đã đưa ra giả thuyết về một hệ thống tốt hơn có thể phân tích mối quan hệ giữa các trang web. Họ gọi thuật toán này là PageRank; nó xác định mức độ liên quan của một trang web bằng số lượng trang và tầm quan trọng của các trang đó liên kết ngược với trang web ban đầu. Page đã nói về ý tưởng của mình với Hassan, người bắt đầu viết mã để thực hiện ý tưởng của Page.
Ban đầu Larry Page và Sergey Brin đặt biệt hiệu cho công cụ tìm kiếm mới là "BackRub", bởi vì hệ thống kiểm tra các liên kết ngược để ước tính tầm quan trọng của một trang web. Scott Hassan và Alan Steremberg được Page và Brin trích dẫn là những người đóng vai trò quan trọng trong việc phát triển Google. Rajeev Motwani và Terry Winograd sau đó đã đồng tác giả với Page và Brin trong bài báo đầu tiên về dự án, mô tả PageRank và nguyên mẫu ban đầu của công cụ tìm kiếm Google, được xuất bản vào năm 1998. Héctor García-Molina và Jeff Ullman cũng được trích dẫn là những người đóng góp cho dự án. PageRank chịu ảnh hưởng của một thuật toán xếp hạng trang và xếp hạng trang tương tự trước đây được sử dụng cho RankDex, được phát triển bởi Robin Li vào năm 1996, với bằng sáng chế PageRank của Larry Page bao gồm trích dẫn bằng sáng chế RankDex trước đó của Li; Li sau đó tiếp tục tạo ra công cụ tìm kiếm Baidu của Trung Quốc.
Cuối cùng, họ đã đổi tên thành Google; tên của công cụ tìm kiếm là một lỗi đánh máy của từ googol, một số rất lớn được viết là 10100được chọn để biểu thị rằng công cụ tìm kiếm được dự định cung cấp một lượng lớn thông tin.

Trang chủ ban đầu của Google có thiết kế đơn giản vì những người sáng lập công ty có ít kinh nghiệm trong HTML, ngôn ngữ đánh dấu được sử dụng để thiết kế các trang web.

Google ban đầu được tài trợ bởi khoản đầu tư 100.000 đô la vào tháng 8 năm 1998 từ Andy Bechtolsheim, đồng sáng lập Sun Microsystems. Khoản đầu tư ban đầu này đã trở thành động lực để thành lập công ty để có thể sử dụng số tiền đó. PPage và Brin ban đầu đã tiếp cận David Cheriton để xin lời khuyên vì ông có một văn phòng gần đó ở Stanford, và họ biết ông có kinh nghiệm khởi nghiệp, gần đây đã bán công ty ông đồng sáng lập, Granite Systems, cho Cisco với giá 220 triệu USD. David đã sắp xếp một cuộc gặp mặt giữa Page và Brin và đồng sáng lập Granite của ông là Andy Bechtolsheim. Cuộc họp được ấn định lúc 8 giờ sáng tại hiên nhà trước nhà của David ở Palo Alto và phải ngắn gọn vì Andy có cuộc họp khác tại Cisco, nơi ông hiện làm việc sau khi mua lại, lúc 9 giờ sáng. Andy đã nhanh chóng thử nghiệm bản demo của trang web, thích những gì ông thấy và sau đó quay lại xe của mình để lấy tấm séc. David Cheriton sau đó cũng tham gia với khoản đầu tư 250.000 USD.
Google đã nhận được tiền từ hai nhà đầu tư thiên thần khác vào năm 1998: Jeff Bezos, người sáng lập Amazon.com, và Ram Shriram, một doanh nhân. Page và Brin lần đầu tiên tiếp cận Shriram, một nhà đầu tư mạo hiểm, để xin tài trợ và tư vấn, và Shriram đã đầu tư 250.000 USD vào Google vào tháng 2 năm 1998. Shriram biết Bezos vì Amazon đã mua lại Junglee, nơi Shriram là chủ tịch. Chính Shriram là người giới thiệu Google cho Bezos. Bezos đã yêu cầu Shriram sắp xếp một cuộc gặp mặt với những người sáng lập Google và họ đã gặp nhau sáu tháng sau khi Shriram đầu tư vào Google, khi Bezos và vợ đang trong chuyến du lịch đến Bay Area. Vòng gọi vốn ban đầu của Google đã chính thức đóng lại, nhưng vị thế CEO của Amazon của Bezos đã đủ để thuyết phục Page và Brin mở rộng vòng gọi vốn và chấp nhận khoản đầu tư của ông.
Với sự tài trợ từ những nhà đầu tư ban đầu, bạn bè và gia đình, Google đã huy động được khoảng 1 triệu đô la Mỹ, cho phép họ mở văn phòng đầu tiên ở Menlo Park, California. Craig Silverstein, một nghiên cứu sinh tiến sĩ khác tại Stanford, được thuê làm nhân viên đầu tiên. Sau một số khoản đầu tư nhỏ bổ sung vào cuối năm 1998 và đầu năm 1999, một vòng gọi vốn mới trị giá 25 triệu đô la Mỹ đã được công bố vào ngày 7 tháng 6 năm 1999, với các nhà đầu tư lớn bao gồm các công ty đầu tư mạo hiểm Kleiner Perkins và Sequoia Capital. Ban đầu, cả hai công ty đều do dự về việc đầu tư chung vào Google, vì mỗi công ty đều muốn nắm giữ tỷ lệ kiểm soát lớn hơn đối với công ty. Tuy nhiên, Larry và Sergey đã khăng khăng nhận đầu tư từ cả hai. Cuối cùng, cả hai công ty đầu tư đều đồng ý đầu tư chung 12,5 triệu đô la Mỹ mỗi công ty do họ tin vào tiềm năng lớn của Google và nhờ sự trung gian của các nhà đầu tư thiên thần trước đó là Ron Conway và Ram Shriram, những người có mối quan hệ với các công ty đầu tư.

### Sự phát triển
Vào tháng 3 năm 1999, công ty chuyển văn phòng đến Palo Alto, California, nơi có trụ sở của một số công ty khởi nghiệp công nghệ nổi bật ở Silicon Valley. Năm sau, Google bắt đầu bán quảng cáo liên quan đến các từ khóa tìm kiếm, trái ngược với quan điểm ban đầu của Page và Brin về một công cụ tìm kiếm được tài trợ bởi quảng cáo. Để duy trì thiết kế trang gọn gàng, quảng cáo chỉ dựa trên văn bản. Vào tháng 6 năm 2000, Google được thông báo sẽ trở thành nhà cung cấp công cụ tìm kiếm mặc định cho Yahoo!, một trong những trang web phổ biến nhất thời bấy giờ, thay thế Inktomi.

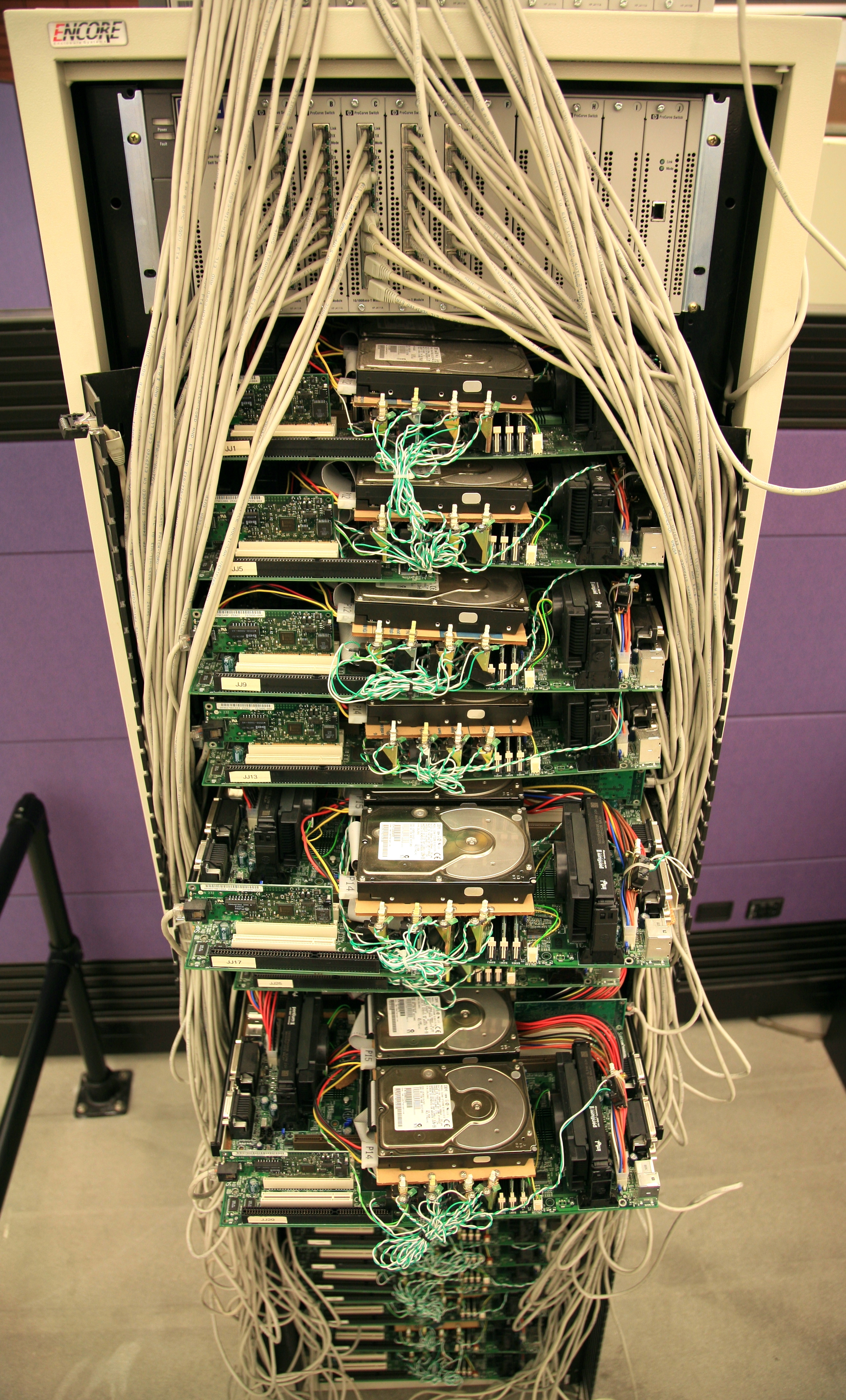
Máy chủ sản xuất đầu tiên của Google

Năm 2003, sau khi đã phát triển vượt quá hai địa điểm khác, Google đã thuê lại một khu phức hợp văn phòng từ Silicon Graphics tại 1600 Amphitheatre Parkway ở Mountain View, California. Khu phức hợp này được biết đến với cái tên Googleplex, một từ ghép của từ googolplex, con số một theo sau bởi một googol số không. Ba năm sau, Google đã mua lại tài sản này từ SGI với giá 319 triệu USD. Đến thời điểm đó, tên "Google" đã trở thành một phần của ngôn ngữ hàng ngày, khiến động từ "google" được thêm vào Từ điển Merriam-Webster Collegiate và Từ điển Oxford English, với nghĩa là: "sử dụng công cụ tìm kiếm Google để tìm kiếm thông tin trên Internet". Lần đầu tiên động từ này được sử dụng trên truyền hình là trong tập phim Buffy the Vampire Slayer vào tháng 10 năm 2002.
Ngoài ra, vào năm 2001, các nhà đầu tư của Google cảm thấy cần có một bộ máy quản lý nội bộ mạnh mẽ và họ đã đồng ý thuê Eric Schmidt làm chủ tịch kiêm CEO của Google. Eric được đề xuất bởi John Doerr từ Kleiner Perkins. Ông đã cố gắng tìm kiếm một CEO mà Sergey và Larry sẽ chấp nhận trong vài tháng, nhưng họ đã từ chối một số ứng viên vì họ muốn giữ quyền kiểm soát công ty. Michael Moritz từ Sequoia Capital thậm chí còn đe dọa yêu cầu Google ngay lập tức trả lại khoản đầu tư 12,5 triệu đô la Mỹ của Sequoia nếu họ không thực hiện lời hứa thuê một giám đốc điều hành, điều đã được thực hiện bằng miệng trong các cuộc đàm phán đầu tư. Eric ban đầu cũng không hào hứng tham gia Google, vì tiềm năng đầy đủ của công ty vẫn chưa được công nhận rộng rãi vào thời điểm đó và vì ông đang bận rộn với trách nhiệm của mình tại Novell, nơi ông là CEO. Khi tham gia, Eric đã đồng ý mua 1 triệu đô la cổ phiếu ưu đãi của Google như một cách thể hiện sự cam kết của mình và cung cấp nguồn vốn mà Google cần.

### Đợt chào bán công khai ban đầu (IPO)
Vào ngày 19 tháng 8 năm 2004, Google đã trở thành một công ty đại chúng thông qua đợt Phát hành công khai lần đầu (IPO). Tại thời điểm đó, Larry Page, Sergey Brin và Eric Schmidt đã đồng ý làm việc cùng nhau tại Google trong 20 năm, cho đến năm 2024. Công ty đã chào bán 19.605.052 cổ phiếu với giá 85 USD/cổ phiếu. Cổ phiếu được bán theo định dạng đấu giá trực tuyến sử dụng hệ thống được xây dựng bởi Morgan Stanley và Credit Suisse, các nhà bảo lãnh cho thương vụ này. Việc bán được 1,67 tỷ USD đã mang lại cho Google giá trị vốn hóa thị trường hơn 23 tỷ USD.

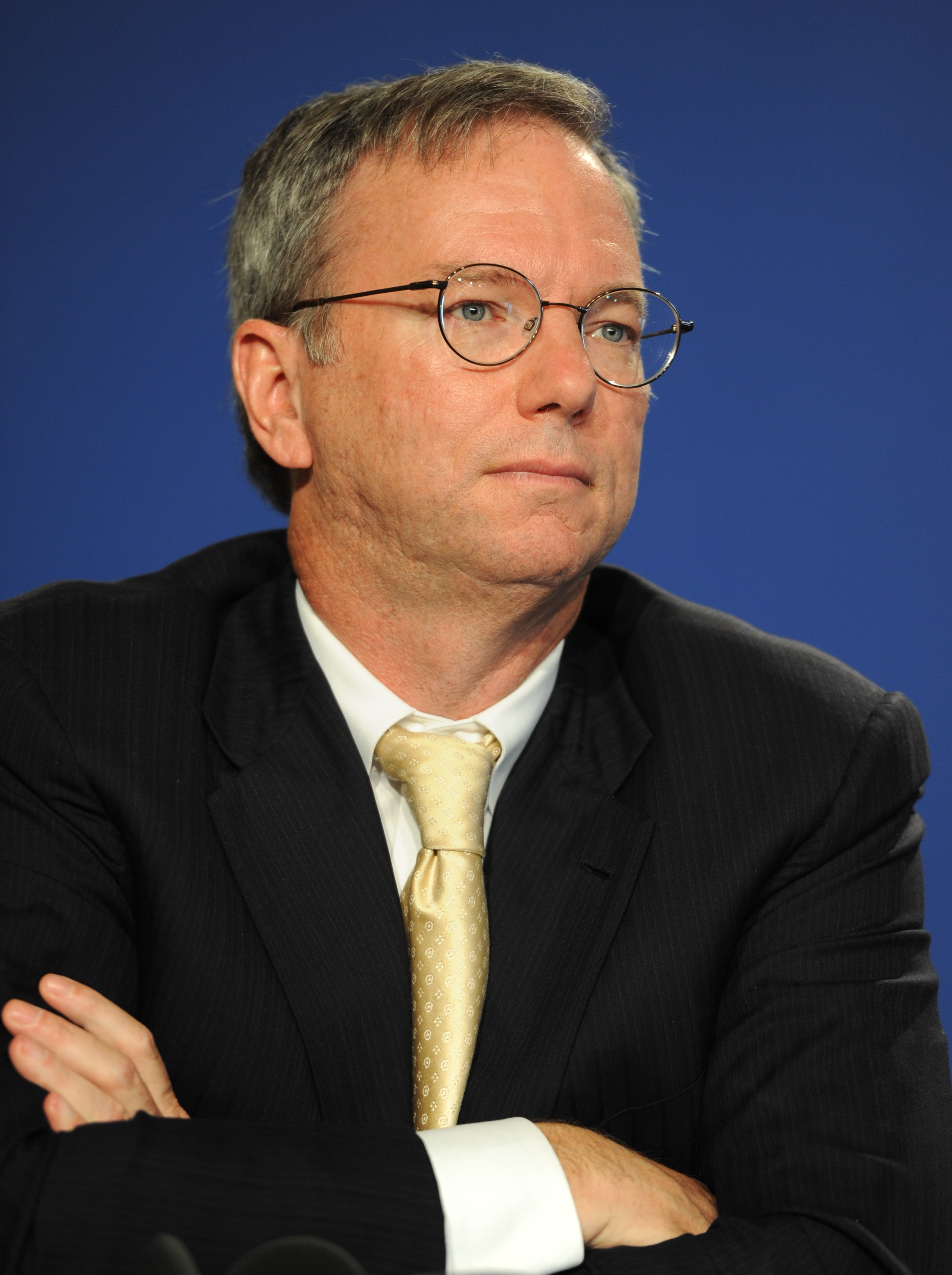
Eric Schmidt, CEO của Google từ năm 2001 đến năm 2011

Vào ngày 13 tháng 11 năm 2006, Google đã mua lại YouTube với giá 1,65 tỷ USD cổ phiếu Google, Vào ngày 11 tháng 3 năm 2008, Google đã mua lại DoubleClick với giá 3,1 tỷ USD, mang lại cho Google các mối quan hệ có giá trị mà DoubleClick có với các nhà xuất bản web và các công ty quảng cáo. Đến năm 2011, Google đang xử lý khoảng 3 tỷ lượt tìm kiếm mỗi ngày. Để xử lý khối lượng công việc này, Google đã xây dựng 11 trung tâm dữ liệu trên toàn thế giới với hàng nghìn máy chủ trong mỗi trung tâm. Các trung tâm dữ liệu này cho phép Google xử lý khối lượng công việc thay đổi liên tục một cách hiệu quả hơn. Vào tháng 5 năm 2011, số lượng khách truy cập duy nhất hàng tháng đến Google lần đầu tiên vượt quá một tỷ.
Vào tháng 5 năm 2012, Google đã mua lại Motorola Mobility với giá 12,5 tỷ USD, trong thương vụ mua lại lớn nhất của mình cho đến nay. Việc mua lại này được thực hiện một phần để giúp Google có được danh mục bằng sáng chế đáng kể của Motorola về điện thoại di động và công nghệ không dây, để giúp bảo vệ Google trong các tranh chấp bằng sáng chế đang diễn ra với các công ty khác, chủ yếu là Apple và Microsoft, và để cho phép Google tiếp tục cung cấp Android miễn phí.

### 2012 trở đi
Tháng 6 năm 2013, Google đã mua lại Waze với giá 966 triệu USD. Mặc dù Waze vẫn là một thực thể độc lập, nhưng các tính năng xã hội của nó, chẳng hạn như nền tảng vị trí do người dùng đóng góp, được cho là những sự tích hợp có giá trị giữa Waze và Google Maps, dịch vụ lập bản đồ của riêng Google.
Google công bố ra mắt một công ty mới tên là Calico vào ngày 19 tháng 9 năm 2013, do Arthur Levinson, chủ tịch của Apple Inc. lãnh đạo. Trong tuyên bố công khai chính thức, Page giải thích rằng công ty "sức khỏe và hạnh phúc" này sẽ tập trung vào "thách thức của lão hóa và các bệnh liên quan".

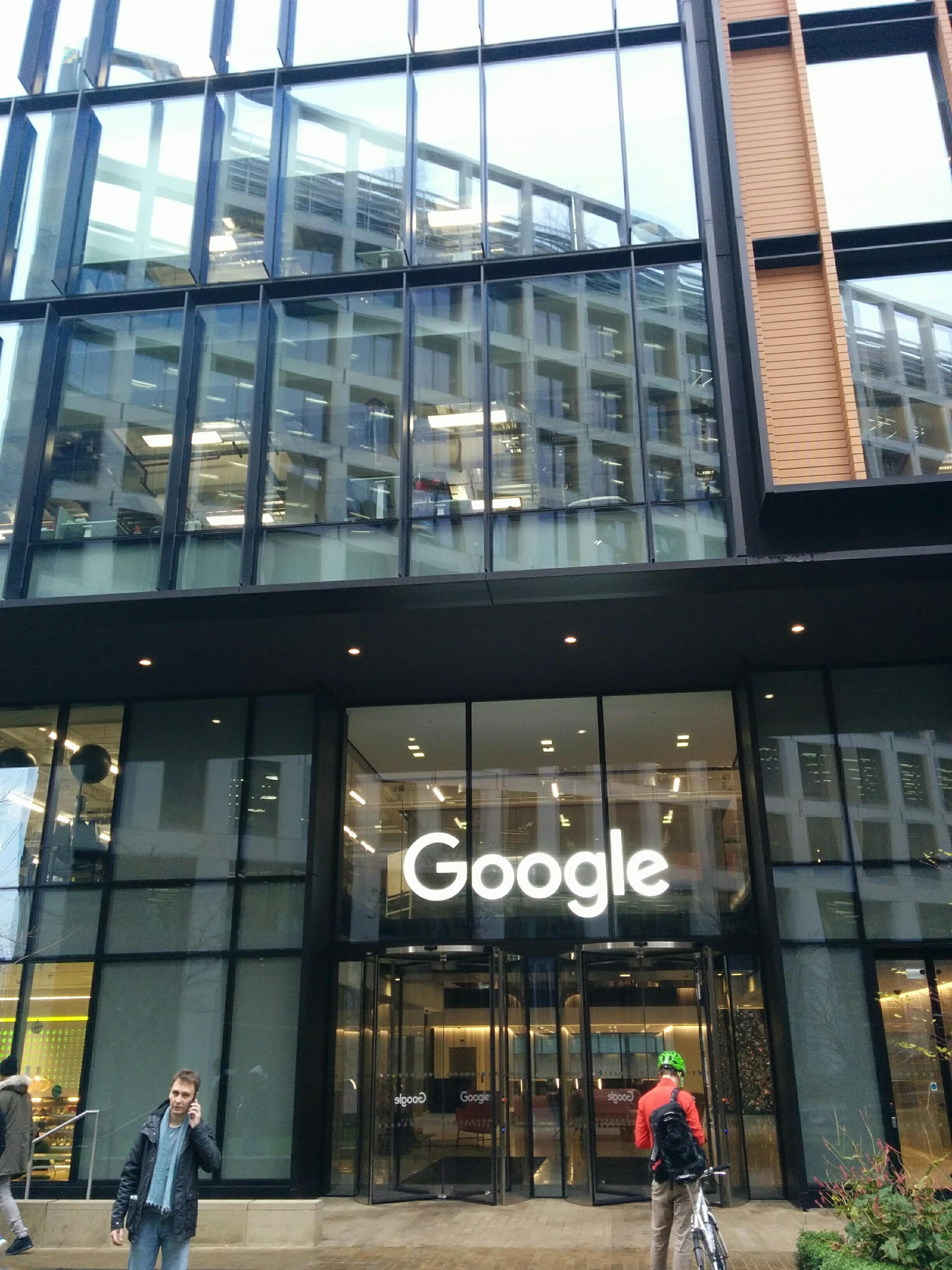
Lối vào tòa nhà nơi đặt trụ sở của Google và công ty con Deep Mind tại số 6 Quảng trường Pancras, London

Vào ngày 26 tháng 1 năm 2014, Google thông báo đã đồng ý mua lại DeepMind Technologies, một công ty tư nhân về trí tuệ nhân tạo có trụ sở tại London. Trang web tin tức công nghệ Recode cho biết công ty đã được mua với giá 400 triệu USD, nhưng không tiết lộ nguồn tin. Người phát ngôn của Google từ chối bình luận về giá cả. Việc mua lại DeepMind góp phần vào sự phát triển gần đây của Google trong lĩnh vực trí tuệ nhân tạo và robot. Năm 2015, AlphaGo của DeepMind đã trở thành chương trình máy tính đầu tiên đánh bại một kỳ thủ chuyên nghiệp hàng đầu thế giới ở môn cờ vây. Theo báo cáo thường niên Best Global Brands của Interbrand, Google là thương hiệu có giá trị thứ hai trên thế giới (sau Apple Inc.) trong các năm 2013, 2014, 2015, và 2016, với giá trị được định giá 133 tỷ USD.
Vào ngày 10 tháng 8 năm 2015, Google thông báo kế hoạch tái cơ cấu các lợi ích khác nhau của mình thành một tập đoàn có tên Alphabet Inc. Google trở thành công ty con lớn nhất của Alphabet và là công ty mẹ của các lợi ích Internet của Alphabet. Sau khi hoàn thành việc tái cơ cấu, Sundar Pichai trở thành CEO của Google, thay thế Larry Page, người trở thành CEO của Alphabet.

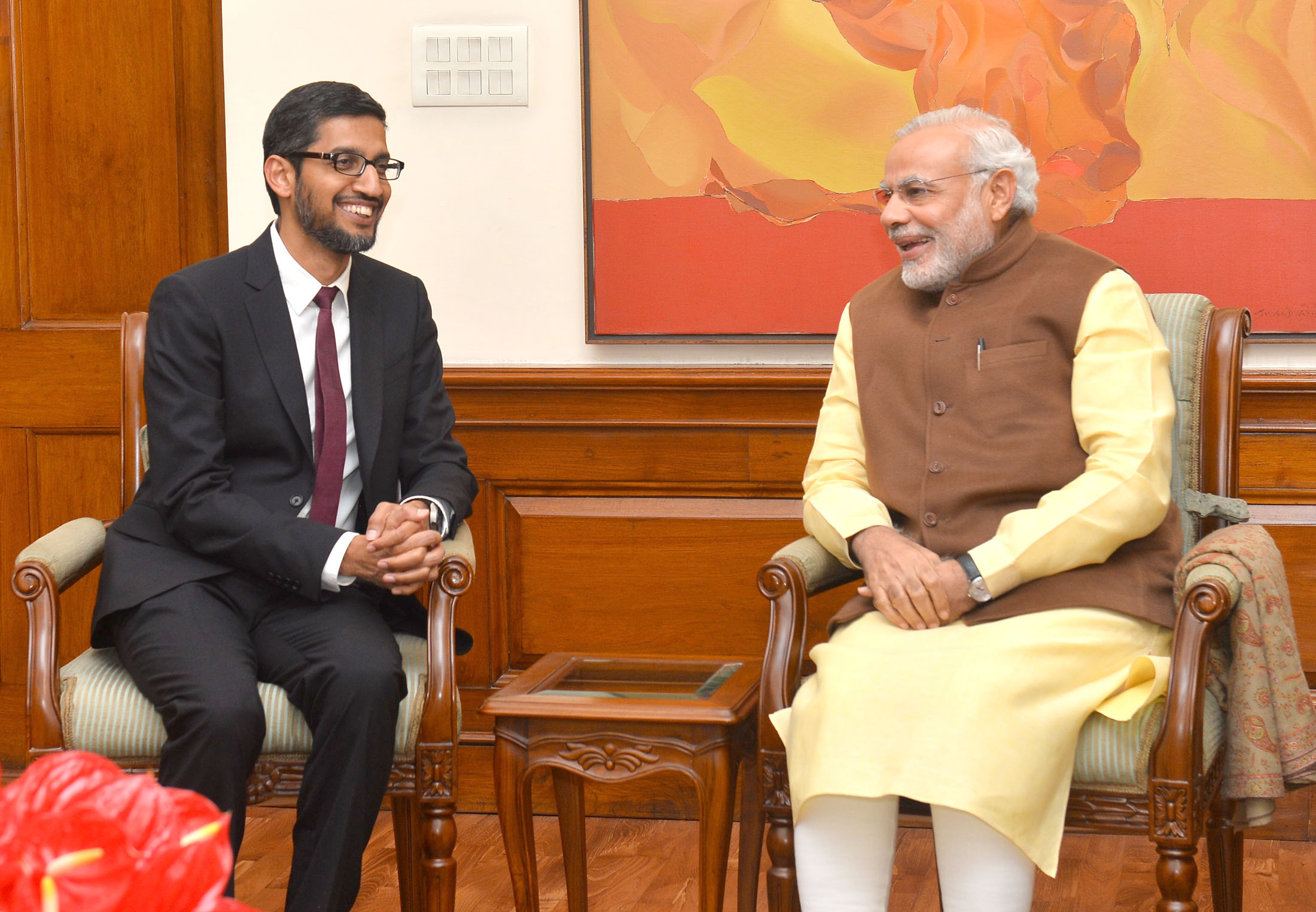
Giám đốc điều hành hiện tại của Google, Sundar Pichai, với Thủ tướng Ấn Độ, Narendra Modi.

Vào ngày 8 tháng 8 năm 2017, Google đã sa thải nhân viên James Damore sau khi anh ta phân phối một bản ghi nhớ khắp công ty, trong đó lập luận rằng thiên vị và "buồng vọng ý thức hệ của Google" đã làm mờ suy nghĩ của họ về sự đa dạng và hòa nhập, và rằng đó cũng là các yếu tố sinh học, không chỉ phân biệt đối xử, khiến cho phụ nữ trung bình ít quan tâm hơn nam giới ở các vị trí kỹ thuật. CEO Sundar Pichai của Google đã cáo buộc Damore vi phạm chính sách của công ty bằng cách "khuyến khích các định kiến giới tính có hại tại nơi làm việc của chúng tôi", và anh ta đã bị sa thải vào cùng ngày.
Từ năm 2018 đến năm 2019, căng thẳng giữa lãnh đạo công ty và nhân viên Google đã leo thang khi nhân viên phản đối các quyết định của công ty về quấy rối tình dục nội bộ, Dragonfly (một công cụ tìm kiếm của Trung Quốc bị kiểm duyệt) và Dự án Maven (trí tuệ nhân tạo máy bay không người lái quân sự), được coi là lĩnh vực tăng trưởng doanh thu cho công ty. Vào ngày 25 tháng 10 năm 2018, The New York Times đã công bố bài báo phơi bày "Google đã bảo vệ Andy Rubin, 'Cha đẻ của Android' như thế nào". Sau đó, công ty thông báo rằng "48 nhân viên đã bị sa thải trong hai năm qua" vì quấy rối tình dục. Vào ngày 1 tháng 11 năm 2018, hơn 20.000 nhân viên và nhà thầu của Google đã tổ chức một cuộc đình công toàn cầu để phản đối cách xử lý các khiếu nại quấy rối tình dục của công ty. Giám đốc điều hành Sundar Pichai được cho là ủng hộ các cuộc biểu tình. Sau đó vào năm 2019, một số công nhân đã cáo buộc công ty trả thù các nhà hoạt động nội bộ.
Vào ngày 19 tháng 3 năm 2019, Google tuyên bố sẽ tham gia thị trường trò chơi điện tử bằng việc ra mắt một nền tảng chơi game đám mây có tên là Google Stadia. Vào ngày 3 tháng 6 năm 2019, Bộ Tư pháp Hoa Kỳ thông báo rằng họ sẽ điều tra Google về vi phạm luật chống độc quyền. Điều này dẫn đến việc đệ đơn kiện chống độc quyền vào tháng 10 năm 2020, với lý do công ty đã lạm dụng vị thế độc quyền trong thị trường tìm kiếm và quảng cáo tìm kiếm. Tháng 12 năm 2019, cựu giám đốc điều hành của PayPal, Bill Ready, trở thành giám đốc thương mại mới của Google. Vai trò của Ready sẽ không liên quan trực tiếp đến Google Pay.
Vào tháng 4 năm 2020, do đại dịch COVID-19, Google đã thông báo một số biện pháp cắt giảm chi phí. Các biện pháp này bao gồm giảm tốc độ tuyển dụng trong phần còn lại của năm 2020, ngoại trừ một số lĩnh vực chiến lược, điều chỉnh lại trọng tâm và tốc độ đầu tư vào các lĩnh vực như trung tâm dữ liệu và máy móc, cũng như tiếp thị và đi lại không cần thiết cho doanh nghiệp. Hầu hết nhân viên cũng đang làm việc tại nhà do đại dịch COVID-19 và thành công của nó thậm chí đã dẫn đến việc Google thông báo rằng họ sẽ chuyển đổi vĩnh viễn một số công việc của họ sang làm việc tại nhà.
Các sự cố mất điện của dịch vụ Google năm 2020 đã gián đoạn các dịch vụ của Google: một sự cố vào tháng 8 đã ảnh hưởng đến Google Drive cùng một số dịch vụ khác, một sự cố khác vào tháng 11 ảnh hưởng đến YouTube và sự cố thứ ba vào tháng 12 ảnh hưởng đến toàn bộ bộ ứng dụng Google. Tất cả ba sự cố đã được giải quyết trong vòng vài giờ. Năm 2021, Công đoàn Công nhân Alphabet được thành lập, bao gồm chủ yếu là nhân viên của Google. Vào tháng 1 năm 2021, Chính phủ Úc đã đề xuất luật pháp yêu cầu Google và Facebook phải trả tiền cho các công ty truyền thông để có quyền sử dụng nội dung của họ. Đáp lại, Google đã đe dọa đóng cửa quyền truy cập vào công cụ tìm kiếm của mình ở Úc. Vào tháng 3 năm 2021, Google được cho là đã trả 20 triệu đô la cho các cổng Ubisoft trên Google Stadia. Google đã chi "hàng chục triệu đô la" để có được các nhà phát hành lớn như Ubisoft và Take-Two mang một số trò chơi lớn nhất của họ lên Stadia.
Vào tháng 4 năm 2021, The Wall Street Journal đưa tin rằng Google đã chạy một chương trình kéo dài nhiều năm có tên là "Project Bernanke", sử dụng dữ liệu từ các cuộc đấu thầu quảng cáo trước đây để giành lợi thế so với các dịch vụ quảng cáo cạnh tranh. Điều này được tiết lộ trong các tài liệu liên quan đến vụ kiện chống độc quyền được đệ trình bởi 10 tiểu bang Hoa Kỳ chống lại Google vào tháng 12. Vào tháng 9 năm 2021, chính phủ Úc tuyên bố kế hoạch hạn chế khả năng bán quảng cáo mục tiêu của Google, với cáo buộc rằng công ty này có vị thế độc quyền trên thị trường, gây hại cho các nhà xuất bản, nhà quảng cáo và người tiêu dùng.
Năm 2022, Google bắt đầu chấp nhận các yêu cầu xóa số điện thoại, địa chỉ vật lý và địa chỉ email khỏi kết quả tìm kiếm của mình. Trước đó, công ty chỉ chấp nhận các yêu cầu xóa dữ liệu mật, chẳng hạn như số An sinh xã hội, số tài khoản ngân hàng và số thẻ tín dụng, chữ ký cá nhân và hồ sơ y tế. Ngay cả với chính sách mới, Google cũng chỉ có thể xóa thông tin khỏi một số nhưng không phải tất cả các truy vấn tìm kiếm. Công ty sẽ không xóa nội dung "có ích rộng rãi", chẳng hạn như các bài báo tin tức hoặc đã là một phần của hồ sơ công khai. Vào tháng 5 năm 2022, Google thông báo rằng công ty đã mua lại Raxium, một công ty khởi nghiệp phát triển và sản xuất công nghệ màn hình MicroLED có trụ sở tại California. Raxium sẽ tham gia nhóm Thiết bị và Dịch vụ của Google để hỗ trợ phát triển quang học vi mô, tích hợp monolithic và tích hợp hệ thống.
Vào đầu năm 2023, sau thành công của ChatGPT và lo ngại rằng Google đang tụt hậu trong cuộc đua AI, ban quản lý cấp cao của Google đã phát ra "code red" và "chỉ thị rằng tất cả các sản phẩm quan trọng nhất của mình - những sản phẩm có hơn một tỷ người dùng - phải kết hợp AI tổng hợp trong vòng vài tháng". Vào đầu tháng 5 năm 2023, Google đã công bố kế hoạch xây dựng thêm hai trung tâm dữ liệu ở Ohio. Các trung tâm này, sẽ được xây dựng tại Columbus và Lancaster, sẽ cung cấp năng lượng cho các công cụ của công ty, bao gồm công nghệ AI. Trung tâm dữ liệu này sẽ được bổ sung vào trung tâm đã hoạt động gần Columbus, nâng tổng số vốn đầu tư của Google vào Ohio lên hơn 2 tỷ USD.

## Sản phẩm và dịch vụ

### Công cụ tìm kiếm
Google Search là công cụ tìm kiếm phổ biến nhất hiện nay. Google lập chỉ mục hàng tỷ trang web để cho phép người dùng tìm kiếm thông tin họ mong muốn thông qua việc sử dụng từ khóa và toán tử. Theo nghiên cứu thị trường của comScore từ tháng 11 năm 2009, Google Search là công cụ tìm kiếm thống trị thị trường Hoa Kỳ, với thị phần 65,6%. Tháng 5 năm 2017, Google đã kích hoạt tab "Personal" mới trong Google Search, cho phép người dùng tìm kiếm nội dung trong các dịch vụ khác nhau của tài khoản Google của họ, bao gồm email từ Gmail và ảnh từ Google Photos.
Google đã ra mắt dịch vụ Google News vào năm 2002, một dịch vụ tự động tóm tắt các bài báo tin tức từ nhiều trang web khác nhau. Google cũng lưu trữ Google Books, một dịch vụ tìm kiếm văn bản có trong sách trong cơ sở dữ liệu của Google và hiển thị bản xem trước giới hạn hoặc toàn bộ sách khi được phép. Google đã mở rộng các dịch vụ tìm kiếm của mình để bao gồm mua sắm (ban đầu được ra mắt với tên Froogle vào năm 2002), tài chính (ra mắt năm 2006), và chuyến bay (ra mắt năm 2011).

### Quảng cáo

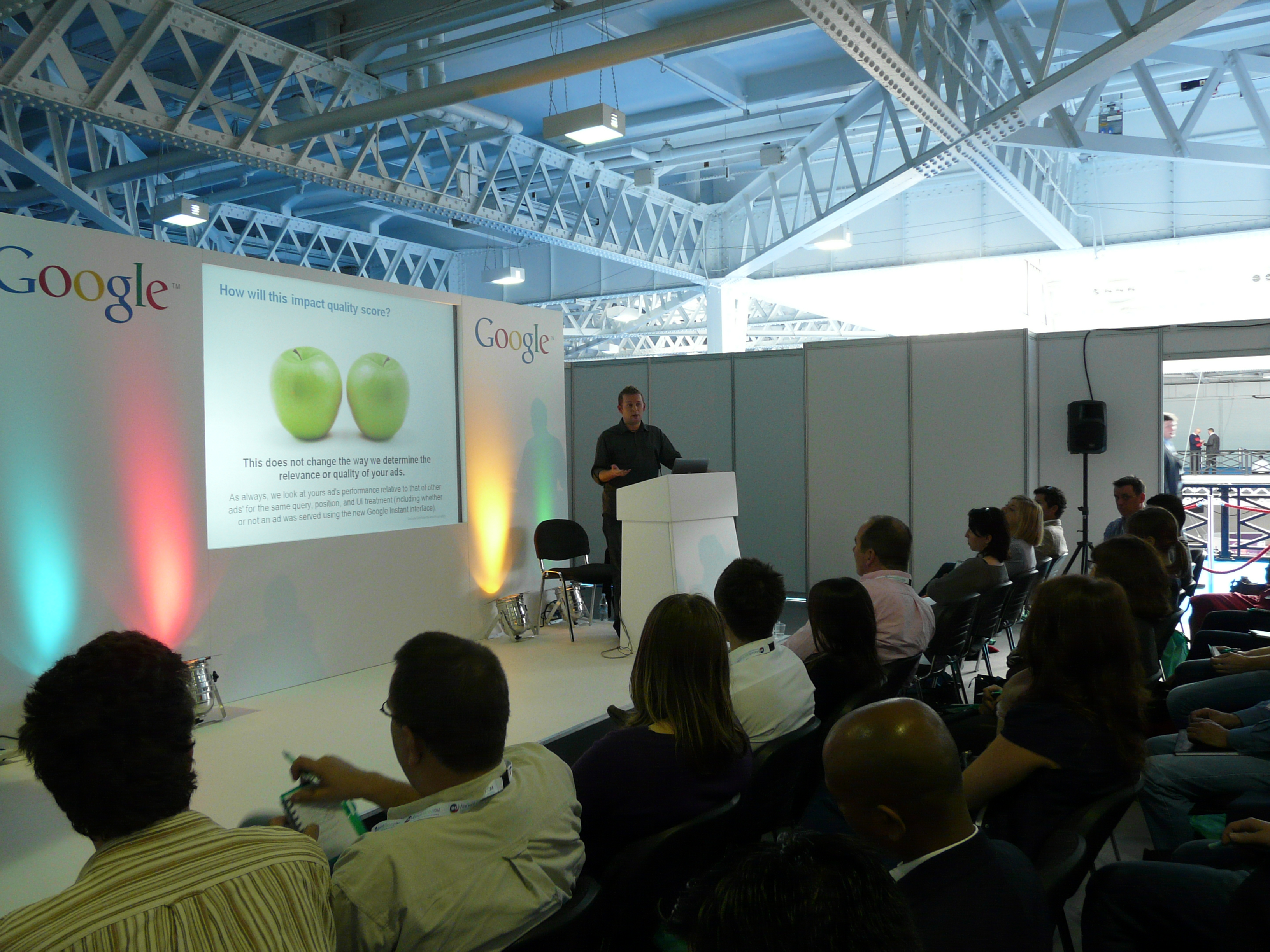
Google on ad-tech London, 2010

Google kiếm tiền chủ yếu từ quảng cáo. Điều này bao gồm tiền bán ứng dụng, tiền mua hàng trong ứng dụng, tiền bán nội dung kỹ thuật số trên Google và YouTube, tiền cấp phép Android và tiền dịch vụ, bao gồm tiền sử dụng dịch vụ Google Cloud. Khoảng 46% lợi nhuận của Google đến từ việc người dùng nhấp vào quảng cáo (chi phí cho mỗi nhấp chuột), lên tới 109,652 tỷ USD vào năm 2017. Google có ba phương pháp quảng cáo chính là AdMob, AdSense và DoubleClick AdExchange. Ngoài các thuật toán của riêng mình để hiểu yêu cầu tìm kiếm, Google còn sử dụng công nghệ thu được từ DoubleClick để dự đoán sở thích của người dùng và hiển thị quảng cáo phù hợp với ngữ cảnh tìm kiếm và lịch sử của người dùng.
Năm 2007, Google ra mắt "AdSense for Mobile", tận dụng lợi thế của thị trường quảng cáo di động đang nổi lên. Google Analytics cho phép chủ sở hữu trang web theo dõi nơi và cách mọi người sử dụng trang web của họ, chẳng hạn như bằng cách kiểm tra tỷ lệ nhấp chuột cho tất cả các liên kết trên trang. Quảng cáo Google có thể được đặt trên các trang web của bên thứ ba trong một chương trình hai phần. Google Ads cho phép các nhà quảng cáo hiển thị quảng cáo của họ trong mạng nội dung Google, thông qua chương trình trả tiền cho mỗi nhấp chuột. Dịch vụ chị em, Google AdSense, cho phép chủ sở hữu trang web hiển thị các quảng cáo này trên trang web của họ và kiếm tiền mỗi khi quảng cáo được nhấp vào.

### Dịch vụ tiêu dùng

#### Trên nền tảng web
Google cung cấp Gmail để gửi và nhận email, Google Calendar để quản lý thời gian và lịch trình, Google Maps để xem bản đồ, định vị và hình ảnh vệ tinh, Google Drive  để lưu trữ tệp trên đám mây, Google Docs, Sheets và Slides để hỗ trợ năng suất làm việc, Google Photos để lưu trữ và chia sẻ ảnh, Google Keep để ghi chú, Google Translate để dịch ngôn ngữ, YouTube để xem và chia sẻ video, Google My Business để quản lý thông tin doanh nghiệp công khai, và Duo để tương tác xã hội. Vào tháng 3 năm 2019, Google đã ra mắt dịch vụ chơi trò chơi đám mây có tên Stadia. Google cũng có một sản phẩm tìm kiếm việc làm được tạo ra trước năm 2017, Google for Jobs là một tính năng tìm kiếm nâng cao tổng hợp các danh sách việc làm từ các trang web tìm kiếm việc làm và trang web tuyển dụng. Một số dịch vụ của Google không dựa trên web. Google Earth, được ra mắt vào năm 2005, cho phép người dùng xem các bức ảnh vệ tinh chất lượng cao từ khắp nơi trên thế giới miễn phí thông qua phần mềm khách được tải xuống máy tính của họ.

#### Phần mềm
Google phát triển hệ điều hành di động Android, cũng như đồng hồ thông minh, tivi, ô tô, và các biến thể thiết bị thông minh hỗ trợ Internet of Things. Google cũng phát triển trình duyệt web Google Chrome, và ChromeOS, một hệ điều hành dựa trên Chrome.

#### Phần cứng

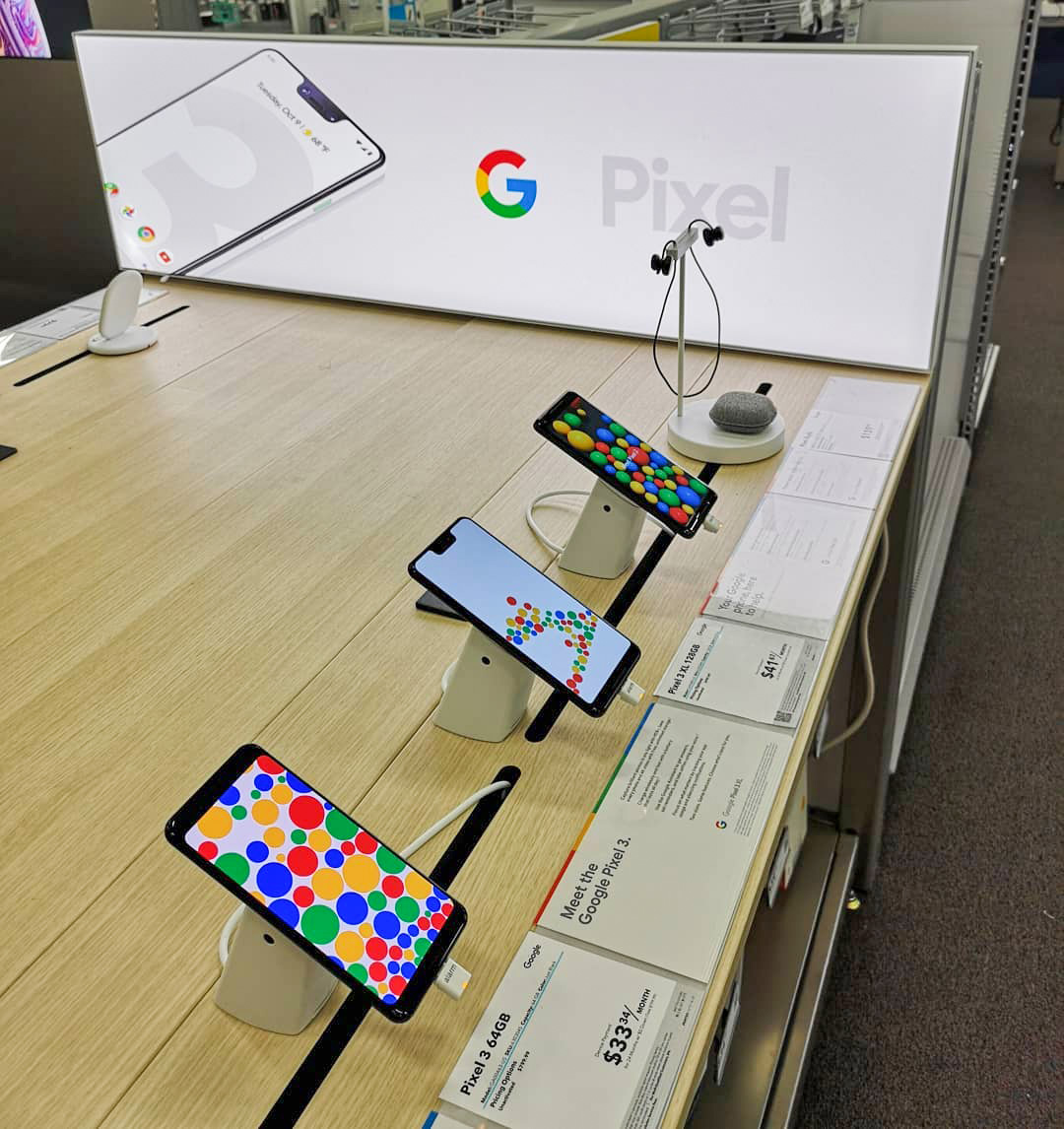
Điện thoại thông minh Google Pixel được trưng bày trong một cửa hàng

Tháng 1 năm 2010, Google phát hành Nexus One, chiếc điện thoại Android đầu tiên mang thương hiệu riêng của mình. Nexus One đã mở đường cho một loạt điện thoại và máy tính bảng dưới thương hiệu "Nexus" cho đến khi ngừng sản xuất vào năm 2016 và được thay thế bằng một thương hiệu mới có tên Pixel. Năm 2011, Google giới thiệu Chromebook, chạy hệ điều hành ChromeOS. Tháng 7 năm 2013, Google giới thiệu dongle Chromecast, cho phép người dùng truyền nội dung từ điện thoại thông minh của họ lên TV. Tháng 6 năm 2014, Google công bố Google Cardboard, một kính xem VR đơn giản cho phép người dùng đặt điện thoại thông minh của họ vào một ngăn đặc biệt ở mặt trước để xem nội dung thực tế ảo (VR).

### Dịch vụ doanh nghiệp
Google Workspace (trước đây là G Suite cho đến tháng 10 năm 2020) là dịch vụ đăng ký hàng tháng dành cho các tổ chức và doanh nghiệp để truy cập vào bộ sưu tập các dịch vụ của Google, bao gồm Gmail, Google Drive và Google Docs, Google Sheets và Google Slides, với các công cụ quản trị bổ sung, tên miền duy nhất và hỗ trợ 24/7.
Vào ngày 24 tháng 9 năm 2012, Google đã ra mắt Google dành cho Doanh nhân, một vườn ươm doanh nghiệp phần lớn phi lợi nhuận cung cấp cho các công ty khởi nghiệp không gian làm việc chung được gọi là Khu học xá, với sự hỗ trợ dành cho những người sáng lập công ty khởi nghiệp có thể bao gồm các hội thảo, hội nghị và cố vấn. Hiện tại, có bảy địa điểm tại Berlin, London, Madrid, Seoul, São Paulo, Tel Aviv và Warsaw.
Vào ngày 15 tháng 3 năm 2016, Google đã công bố ra mắt Google Analytics 360 Suite, "một bộ sản phẩm phân tích dữ liệu và tiếp thị tích hợp, được thiết kế đặc biệt cho nhu cầu của các nhà tiếp thị doanh nghiệp" có thể được tích hợp với BigQuery trên Nền tảng Google Cloud. Trong số những thứ khác, bộ sản phẩm được thiết kế để giúp "các nhà tiếp thị doanh nghiệp" "xem hành trình khách hàng hoàn chỉnh", tạo ra "những hiểu biết hữu ích" và "cung cấp trải nghiệm hấp dẫn cho đúng người". Jack Marshall củaThe Wall Street Journal đã viết rằng bộ sản phẩm này cạnh tranh với các dịch vụ đám mây tiếp thị hiện có của các công ty bao gồm Adobe, Oracle, Salesforce và IBM.

### Dịch vụ Internet
Vào tháng 2 năm 2010, Google đã công bố dự án Google Fiber, với kế hoạch thử nghiệm xây dựng mạng băng thông rộng tốc độ cực cao cho 50.000 đến 500.000 khách hàng ở một hoặc nhiều thành phố của Mỹ. Sau khi Google tái cấu trúc doanh nghiệp để trở thành công ty mẹ của Alphabet Inc., Google Fiber đã được chuyển sang bộ phận Access của Alphabet. Vào tháng 4 năm 2015, Google đã công bố Project Fi, một nhà khai thác mạng ảo di động, kết hợp mạng Wi-Fi và mạng di động từ các nhà cung cấp viễn thông khác nhau để mang lại khả năng kết nối liền mạch và tín hiệu Internet nhanh.

### Các dịch vụ tài chính
Vào tháng 8 năm 2023, Google trở thành công ty công nghệ lớn đầu tiên tham gia OpenWallet Foundation, được thành lập hồi đầu năm, với mục tiêu tạo ra phần mềm mã nguồn mở cho ví điện tử có khả năng tương tác.

## Những chỉ trích và tranh cãi

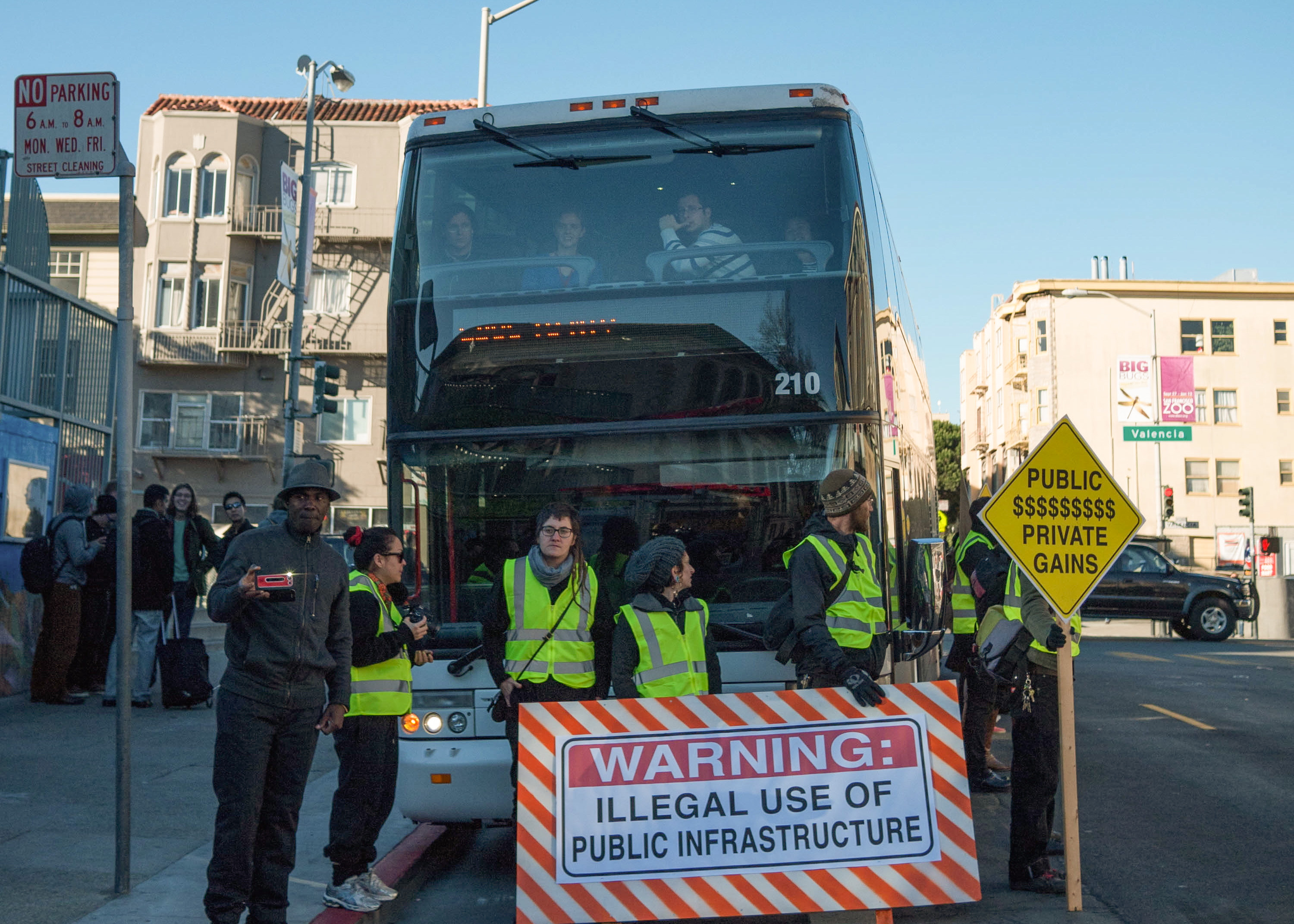
Các nhà hoạt động ở San Francisco phản đối các xe buýt chở khách tư nhân vận chuyển nhân viên cho các công ty công nghệ như Google từ nhà của họ ở San Francisco và Oakland đến các khuôn viên công ty ở Silicon Valley.

Google đã bị chỉ trích về các vấn đề như trốn tránh thuế tích cực, tính trung lập của tìm kiếm, bản quyền, kiểm duyệt kết quả tìm kiếm và nội dung, và quyền riêng tư.
Các chỉ trích khác bao gồm việc bị cáo buộc sử dụng và thao túng kết quả tìm kiếm, sử dụng tài sản trí tuệ của người khác, lo ngại rằng việc thu thập dữ liệu của Google có thể vi phạm quyền riêng tư của mọi người và mức tiêu thụ năng lượng của máy chủ của Google, cũng như những lo ngại về các vấn đề kinh doanh truyền thống như độc quyền, hạn chế thương mại, hành vi chống cạnh tranh và vi phạm bằng sáng chế.
Google trước đây đã tuân thủ các chính sách kiểm duyệt Internet của Cộng hòa Nhân dân Trung Hoa, được thực thi bằng các bộ lọc được gọi là "Vạn Lý Tường lửa Trung Quốc", nhưng hiện không còn làm như vậy. Do đó, tất cả các dịch vụ của Google ngoại trừ Google Maps Trung Quốc đều bị chặn truy cập trong lãnh thổ Trung Quốc mà không có sự trợ giúp của mạng riêng ảo (VPN), máy chủ proxy hoặc các công nghệ tương tự khác.

### 2018
Vào tháng 7 năm 2018, quản lý chương trình của Mozilla, Chris Peterson, đã cáo buộc Google cố tình làm chậm hiệu suất của YouTube trên Firefox. Vào tháng 4 năm 2019, cựu giám đốc điều hành của Mozilla, Jonathan Nightingale, đã cáo buộc Google cố tình và có hệ thống phá hoại trình duyệt Firefox trong thập kỷ qua để thúc đẩy việc áp dụng Google Chrome.
Vào tháng 8 năm 2018, The Intercept đưa tin rằng Google đang phát triển cho Cộng hòa Nhân dân Trung Hoa một phiên bản kiểm duyệt của công cụ tìm kiếm của mình (được gọi là Dragonfly) "sẽ chặn các trang web và thuật ngữ tìm kiếm về nhân quyền, dân chủ, tôn giáo và phản đối ôn hòa". Tuy nhiên, dự án đã bị tạm dừng do lo ngại về quyền riêng tư.

### 2019
Vào năm 2019, một trung tâm dành cho những người chỉ trích Google được thành lập trên cộng đồng trực tuyến Reddit /r/degoogle, với mục đích kêu gọi người dùng từ bỏ việc sử dụng các sản phẩm của Google. Chiến dịch DeGoogle tiếp tục phát triển khi các nhà hoạt động bảo vệ quyền riêng tư công bố thông tin về các sản phẩm của Google và việc công ty xâm phạm quyền riêng tư cá nhân.
Vào tháng 11 năm 2019, Văn phòng Quyền công dân thuộc Bộ Y tế và Dịch vụ Nhân sinh Hoa Kỳ đã bắt đầu điều tra Dự án Nightingale để đánh giá xem việc "thu thập dữ liệu hồ sơ y tế của cá nhân" có tuân thủ Đạo luật Trách nhiệm Giải trình và Di động Bảo hiểm Y tế (HIPAA) hay không. Theo The Wall Street Journal, Google đã bí mật bắt đầu dự án này vào năm 2018 với công ty chăm sóc sức khỏe Ascension có trụ sở tại St. Louis.

### 2022
Theo một phán quyết của Hội đồng Quan hệ Lao động Quốc gia vào năm 2022, các tài liệu của tòa án cho thấy Google đã tài trợ cho một dự án bí mật—Project Vivian—để tư vấn cho nhân viên và ngăn chặn họ thành lập công đoàn.

### 2023
Vào ngày 1 tháng 5 năm 2023, Google đã đặt một quảng cáo phản đối Dự luật số 2630 của Quốc hội Brazil, dự luật chống thông tin sai lệch sắp được thông qua, trên trang chủ tìm kiếm của mình tại Brazil, kêu gọi người dùng yêu cầu đại diện quốc hội phản đối dự luật này. Chính phủ và ngành tư pháp của Brazil cáo buộc công ty can thiệp không đáng có vào cuộc tranh luận tại Quốc hội, cho rằng đây có thể là hành vi lạm dụng sức mạnh kinh tế và yêu cầu công ty thay đổi quảng cáo trong vòng hai giờ sau khi thông báo hoặc sẽ phải đối mặt với khoản tiền phạt 1 triệu reais (năm 2023) (185.528,76 đô la Mỹ) cho mỗi giờ không tuân thủ. Sau đó, công ty đã nhanh chóng gỡ bỏ quảng cáo.

### Theo dõi nhắm vào chủng tộc
Google đã hỗ trợ các chính phủ gây tranh cãi trong các dự án theo dõi hàng loạt, chia sẻ với cảnh sát và quân đội danh tính của những người biểu tình chống lại bất công về chủng tộc. Năm 2020, họ đã chia sẻ với FBI thông tin được thu thập từ tất cả người dùng Android tham gia biểu tình Black Lives Matter ở Seattle, bao gồm cả những người đã chọn không thu thập dữ liệu vị trí.
Google cũng là một phần của Dự án Nimbus, một thỏa thuận trị giá 1,2 tỷ đô la trong đó các công ty công nghệ Google và Amazon sẽ cung cấp cho Israel và quân đội của họ các dịch vụ trí tuệ nhân tạo, học máy và các dịch vụ điện toán đám mây khác, bao gồm việc xây dựng các trang web điện toán đám mây tại chỗ sẽ "giữ thông tin trong biên giới của Israel theo các nguyên tắc an ninh nghiêm ngặt." Hợp đồng đã bị các cổ đông cũng như nhân viên của họ chỉ trích vì lo ngại rằng dự án sẽ dẫn đến thêm nhiều lạm dụng quyền con người của người Palestine trong bối cảnh việc chiếm đóng bất hợp pháp đang diễn ra và cuộc xung đột Israel-Palestine. Ariel Koren, cựu giám đốc quảng cáo cho các sản phẩm giáo dục của Google và là người phê phán dự án này, đã viết rằng Google "hệ thống hóa việc im lặng các tiếng nói của người Palestine, người Do Thái, người Ả Rập và người Hồi giáo quan tâm đến sự đồng lõa của Google trong việc vi phạm quyền con người của người Palestine - đến mức trả đũa chính thức đối với công nhân và tạo ra một môi trường sợ hãi," phản ánh quan điểm của cô rằng lời đe dọa cuối cùng đã đến như một hình thức trả đũa cho sự phản đối và tổ chức chống lại dự án của mình.

### Chống độc quyền, quyền riêng tư và các vụ kiện tụng khác

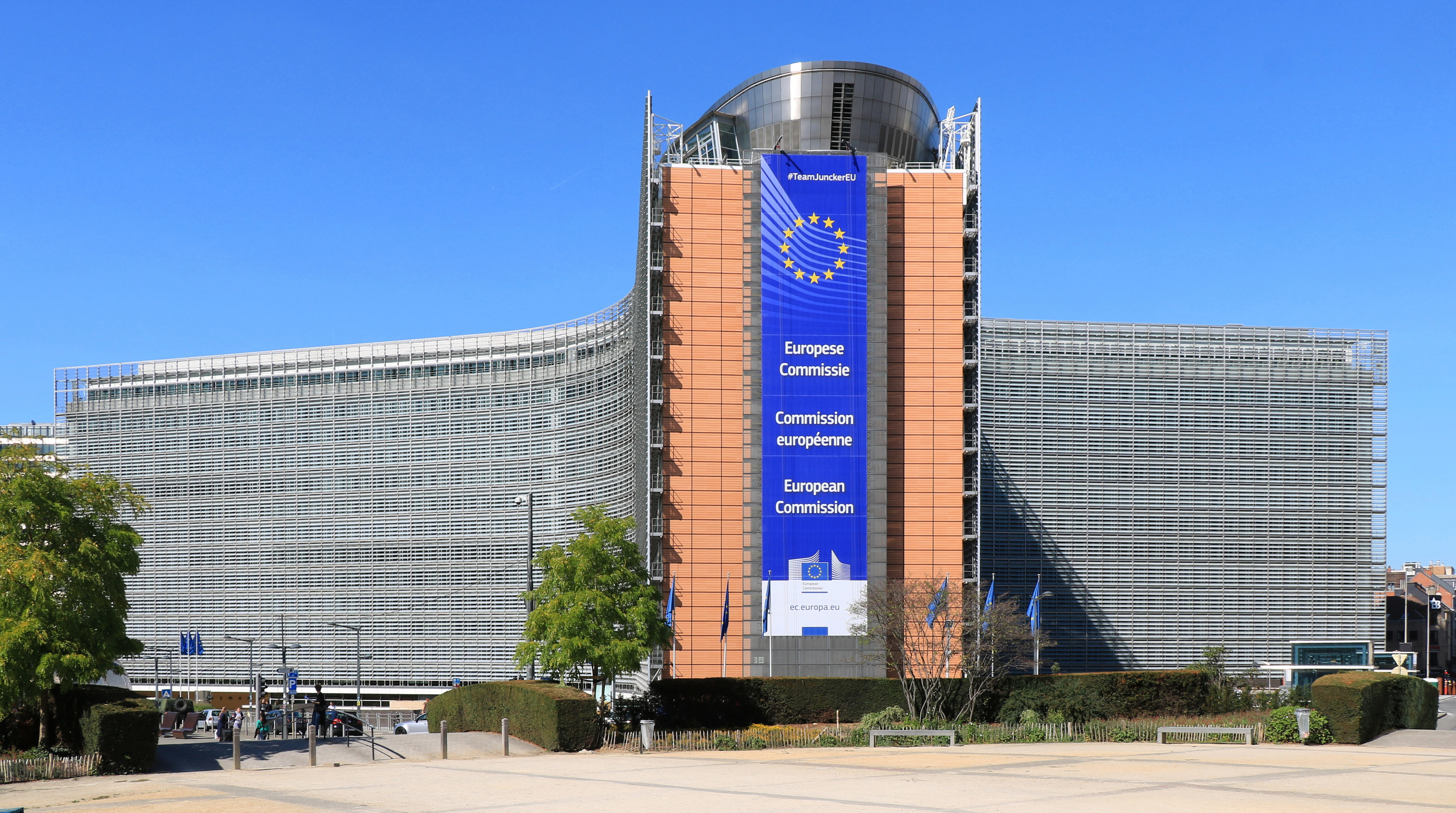
Ủy ban Châu Âu, cơ quan đã phạt Google ba lần vào các năm 2017, 2018 và 2019.

#### Tiền phạt và kiện tụng

##### Liên minh Châu Âu
Vào ngày 27 tháng 6 năm 2017, công ty đã nhận được khoản tiền phạt kỷ lục 2,42 tỷ euro từ Liên minh Châu Âu vì "đưa dịch vụ so sánh mua sắm của riêng mình lên đầu kết quả tìm kiếm". Vào ngày 18 tháng 7 năm 2018, Ủy ban Châu Âu đã phạt Google 4,34 tỷ euro vì vi phạm các quy tắc chống độc quyền của EU. Việc lạm dụng vị thế thống lĩnh thị trường đã được quy cho việc Google hạn chế các nhà sản xuất thiết bị Android và nhà khai thác mạng để đảm bảo rằng lưu lượng truy cập trên thiết bị Android sẽ đến công cụ tìm kiếm của Google. Vào ngày 9 tháng 10 năm 2018, Google đã xác nhận rằng họ đã kháng cáo khoản tiền phạt lên Tòa án sơ thẩm của Liên minh Châu Âu.
Vào ngày 8 tháng 10 năm 2018, một vụ kiện tập thể đã được đệ trình chống lại Google và Alphabet do dữ liệu tài khoản Google+ "không công khai" bị lộ do lỗi cho phép các nhà phát triển ứng dụng truy cập vào thông tin cá nhân của người dùng. Vụ kiện đã được dàn xếp vào tháng 7 năm 2020 với giá 7,5 triệu đô la Mỹ, với khoản thanh toán cho các nguyên đơn ít nhất 5 đô la mỗi người, tối đa là 12 đô la mỗi người.
Vào ngày 20 tháng 3 năm 2019, Ủy ban Châu Âu đã phạt Google 1,49 tỷ euro (1,69 tỷ đô la Mỹ) vì ngăn chặn các đối thủ cạnh tranh "cạnh tranh và đổi mới công bằng" trên thị trường quảng cáo trực tuyến. Ủy viên cạnh tranh của Liên minh Châu Âu, Margrethe Vestager, cho biết Google đã vi phạm các quy tắc chống độc quyền của EU bằng cách "áp đặt các hạn chế hợp đồng chống cạnh tranh đối với các trang web của bên thứ ba" yêu cầu họ loại bỏ kết quả tìm kiếm từ các đối thủ của Google.
Vào ngày 14 tháng 9 năm 2022, Google đã thua kháng cáo về khoản tiền phạt 4,125 tỷ euro (3,5 tỷ bảng Anh), vốn được yêu cầu phải trả sau khi Ủy ban Châu Âu chứng minh được rằng Google đã buộc các nhà sản xuất điện thoại Android phải cài đặt các ứng dụng tìm kiếm và trình duyệt web của Google. Kể từ cáo buộc ban đầu, Google đã thay đổi chính sách của mình.

##### Pháp
Vào ngày 21 tháng 1 năm 2019, cơ quan quản lý dữ liệu của Pháp CNIL đã phạt Google mức kỷ lục 50 triệu euro vì vi phạm Quy định chung về bảo vệ dữ liệu của Liên minh Châu Âu. Phán quyết cho rằng Google đã không thông báo đầy đủ cho người dùng về các phương pháp thu thập dữ liệu để cá nhân hóa quảng cáo. Google đã đưa ra một tuyên bố cho biết họ "cam kết sâu sắc" đối với tính minh bạch và đang "nghiên cứu quyết định" trước khi đưa ra phản hồi.
Vào ngày 6 tháng 1 năm 2022, cơ quan quản lý quyền riêng tư dữ liệu của Pháp CNIL đã phạt Google của Alphabet 150 triệu euro (169 triệu đô la Mỹ) vì không cho phép người dùng Internet của mình dễ dàng từ chối Cookie cùng với Facebook.

##### Hoa Kỳ
Sau các phiên điều trần của Quốc hội Hoa Kỳ vào tháng 7 năm 2020, avà báo cáo từ Tiểu ban Chống độc quyền của Hạ viện Hoa Kỳ được công bố vào đầu tháng 10 Bộ Tư pháp Hoa Kỳ đã đệ đơn kiện chống độc quyền đối với Google vào ngày 20 tháng 10 năm 2020, khẳng định rằng Google đã duy trì vị thế độc quyền của mình một cách bất hợp pháp trong tìm kiếm web và quảng cáo tìm kiếm. Đơn kiện cáo buộc Google đã tham gia vào hành vi chống cạnh tranh bằng cách trả cho Apple từ 8 tỷ đến 12 tỷ đô la để trở thành công cụ tìm kiếm mặc định trên iPhone. Cuối tháng đó, cả Facebook và Alphabet đều đồng ý "hợp tác và hỗ trợ lẫn nhau" trước cuộc điều tra về hoạt động quảng cáo trực tuyến của họ. Một vụ kiện khác đã được đệ trình chống lại Google vào năm 2023 vì độc quyền trái phép thị trường công nghệ quảng cáo.

#### Vụ kiện về chế độ duyệt web riêng tư
Vào đầu tháng 6 năm 2020, một nhóm người tiêu dùng đã đệ đơn kiện tập thể trị giá 5 tỷ đô la Mỹ chống lại Google, cáo buộc rằng chế độ duyệt web Ẩn danh của Chrome vẫn thu thập lịch sử người dùng của họ. Vụ kiện được biết đến vào tháng 3 năm 2021 khi một thẩm phán liên bang bác bỏ yêu cầu của Google về việc bác bỏ vụ kiện, phán quyết rằng họ phải đối mặt với các cáo buộc của nhóm. Reuters đưa tin rằng vụ kiện cáo buộc CEO Sundar Pichai của Google đã cố gắng che giấu vấn đề này với người dùng.

#### Vụ kiện phân biệt đối xử giới tính
Vào năm 2017, ba phụ nữ đã kiện Google, cáo buộc công ty vi phạm Đạo luật Bình đẳng Tiền lương của California bằng cách trả lương thấp hơn cho nhân viên nữ. Vụ kiện cho biết khoảng cách tiền lương là khoảng 17.000 đô la và Google đã nhốt phụ nữ vào các con đường sự nghiệp thấp hơn, dẫn đến mức lương và tiền thưởng thấp hơn. Vào tháng 6 năm 2022, Google đã đồng ý trả khoản tiền dàn xếp 118 triệu đô la cho 15.550 nhân viên nữ làm việc ở California kể từ năm 2013. Là một phần của thỏa thuận dàn xếp, Google cũng đồng ý thuê một bên thứ ba để phân tích các hoạt động tuyển dụng và trả lương của mình.

#### Hợp đồng với chính phủ Hoa Kỳ
Sau các báo cáo của giới truyền thông về PRISM, chương trình giám sát điện tử quy mô lớn của NSA, vào tháng 6 năm 2013, một số công ty công nghệ đã được xác định là những người tham gia, bao gồm Google. Theo các nguồn tin không được tiết lộ, Google đã tham gia chương trình PRISM vào năm 2009, còn YouTube tham gia vào năm 2010.
Google đã hợp tác với Bộ Quốc phòng Hoa Kỳ về phần mềm máy bay không người lái thông qua Dự án Maven 2017, có thể được sử dụng để cải thiện độ chính xác của các cuộc tấn công bằng máy bay không người lái. Vào tháng 4 năm 2018, hàng nghìn nhân viên của Google, bao gồm cả các kỹ sư cấp cao, đã ký một lá thư kêu gọi CEO Sundar Pichai của Google chấm dứt hợp đồng gây tranh cãi này với Lầu Năm Góc.

## Cơ sở hạ tầng
Google có các trung tâm dữ liệu ở Bắc và Nam Mỹ, Châu Á và Châu Âu. Không có dữ liệu chính thức về số lượng máy chủ trong các trung tâm dữ liệu của Google; tuy nhiên, công ty nghiên cứu và tư vấn Gartner ước tính trong một báo cáo tháng 7 năm 2016 rằng Google khi đó có 2,5 triệu máy chủ. Theo truyền thống, Google dựa vào việc tính toán song song trên phần cứng thương mại như máy tính x86 thông thường (tương tự như PC gia đình) để giữ chi phí cho mỗi truy vấn ở mức thấp. Năm 2005, công ty bắt đầu phát triển các thiết kế của riêng mình, chỉ được tiết lộ vào năm 2009.
Google đã xây dựng hệ thống cáp quang biển tư nhân của riêng mình. Cáp đầu tiên, có tên là Curie, nối California với Chile và được hoàn thành vào ngày 15 tháng 11 năm 2019. Cáp biển thứ hai hoàn toàn thuộc sở hữu của Google, có tên là Dunant, nối Hoa Kỳ với Pháp và dự kiến bắt đầu hoạt động vào năm 2020. Cáp biển thứ ba của Google, Equiano, sẽ nối Lisbon, Bồ Đào Nha với Lagos, Nigeria và Cape Town, Nam Phi. Cáp thứ tư của công ty, có tên là Grace Hopper, nối các điểm cập bến ở New York (Hoa Kỳ) Bude (Vương quốc Anh) và Bilbao (Tây Ban Nha) và dự kiến hoạt động vào năm 2022.

## Môi trường
Vào tháng 10 năm 2006, Google đã công bố kế hoạch lắp đặt hàng nghìn tấm pin mặt trời để cung cấp tới 1,6 Megawatt điện, đủ để đáp ứng khoảng 30% nhu cầu năng lượng của công ty. Hệ thống này là nhà máy điện quang điện trên mái nhà lớn nhất được xây dựng trên một khu công nghiệp của Hoa Kỳ và là một trong những nhà máy lớn nhất trên bất kỳ khu công nghiệp nào trên thế giới. Kể từ năm 2007, Google đã đặt mục tiêu đạt được mức trung hòa carbon đối với các hoạt động của mình.
Google tiết lộ vào tháng 9 năm 2011 rằng công ty "liên tục sử dụng đủ điện năng để cung cấp năng lượng cho 200.000 hộ gia đình", gần 260 triệu watt hoặc khoảng một phần tư sản lượng của một nhà máy điện hạt nhân. Tổng lượng khí thải carbon cho năm 2010 chỉ dưới 1,5 triệu tấn, chủ yếu do nhiên liệu hóa thạch cung cấp điện cho các trung tâm dữ liệu. Google cho biết 25% năng lượng của họ được cung cấp bởi nhiên liệu tái tạo vào năm 2010. Một lượt tìm kiếm trung bình chỉ sử dụng 0,3 watt-giờ điện, vì vậy tất cả các lượt tìm kiếm trên toàn cầu chỉ có 12,5 triệu watt hoặc 5% tổng lượng điện năng tiêu thụ của Google.
Năm 2010, Google Energy đã thực hiện khoản đầu tư đầu tiên vào một dự án năng lượng tái tạo, rót 38,8 triệu USD vào hai trang trại gió ở North Dakota. Công ty đã thông báo rằng hai địa điểm này sẽ tạo ra 169,5 megawatt điện, đủ để cung cấp cho 55.000 hộ gia đình. Vào tháng 2 năm 2010, Ủy ban Điều tiết Năng lượng Liên bang đã cấp cho Google giấy phép mua và bán năng lượng với giá thị trường. Tập đoàn đã thực hiện giấy phép này vào tháng 9 năm 2013 khi thông báo sẽ mua toàn bộ điện năng được sản xuất bởi trang trại gió Happy Hereford 240 megawatt chưa được xây dựng. Vào tháng 7 năm 2010, Google đã ký một hợp đồng với một trang trại gió ở Iowa để mua 114 megawatt điện trong 20 năm.
Vào tháng 12 năm 2016, Google đã thông báo rằng bắt đầu từ năm 2017, công ty sẽ mua đủ năng lượng tái tạo để đáp ứng 100% nhu cầu năng lượng của các trung tâm dữ liệu và văn phòng của mình. Cam kết này sẽ biến Google trở thành "công ty mua năng lượng tái tạo lớn nhất thế giới, với các cam kết đạt 2,6 gigawatt (2.600 megawatt) năng lượng gió và mặt trời".
Vào tháng 11 năm 2017, Google đã mua 536 megawatt điện gió. Việc mua bán này giúp công ty đạt được 100% năng lượng tái tạo. Năng lượng gió đến từ hai nhà máy điện ở Nam Dakota, một nhà máy ở Iowa và một nhà máy ở Oklahoma. Vào tháng 9 năm 2019, CEO của Google đã công bố kế hoạch đầu tư 2 tỷ USD vào năng lượng gió và mặt trời, đây là thương vụ năng lượng tái tạo lớn nhất trong lịch sử doanh nghiệp. Công ty cho biết, điều này sẽ tăng trưởng 40% hồ sơ năng lượng xanh của họ, cung cấp thêm cho họ 1,6 gigawatt năng lượng sạch.
Vào tháng 9 năm 2020, Google thông báo rằng họ đã bù đắp được tất cả lượng khí thải carbon của mình kể từ khi thành lập công ty vào năm 1998. Công ty cũng cam kết vận hành các trung tâm dữ liệu và văn phòng của mình chỉ sử dụng năng lượng không carbon vào năm 2030. Vào tháng 10 năm 2020, công ty đã cam kết sẽ biến bao bì cho các sản phẩm phần cứng của mình thành 100% không nhựa và 100% có thể tái chế vào năm 2025. Công ty cũng cho biết rằng tất cả các địa điểm sản xuất lắp ráp cuối cùng của họ sẽ đạt được chứng nhận Zero Waste to Landfill UL 2799 vào năm 2022 bằng cách đảm bảo rằng phần lớn chất thải từ quá trình sản xuất được tái chế thay vì đưa vào bãi chôn lấp.